# Bárue (distrito)

Localização em Moçambique

Bárue  (oficialmente em  Moçambique Báruè) é um distrito da província de Manica, em Moçambique, com sede na vila de Catandica. Tem limite, a norte com o distrito de Guro e com o distrito de Changara da província de Tete, a oeste com o Zimbabwe, a sul com os distritos de Manica e Gondola e a leste com o distrito de Macossa.
De acordo com o Censo de 1997, o distrito tem 81 002 habitantes e uma área de 5 750 km², daqui resultando uma densidade populacional de 14,1 h/km².

## Divisão Administrativa
O distrito está dividido em três postos administrativos (Catandica, Choa  e Nhampassa), compostos pelas seguintes localidades:
- Posto Administrativo de Catandica:
  - Chivalo
  - Inhazonia
  - Tsacale
- Posto Administrativo de Choa:
  - Choa
  - Nhauroa
- Posto Administrativo de Nhampassa:
  - N'Fudzi
  - Nhanssacara

De notar que em 1998 a vila de Catandica, até então uma divisão administrativa a nível de localidade, foi elevada à categoria de município.